# Pixabay
Pixabay.com е безплатен уебсайт за стокова фотография и безплатни стокови медии. Той се използва за споделяне на снимки, илюстрации, векторни графики, филмови кадри, стокова музика и звукови ефекти, изключително под обичайния лиценз за съдържание на Pixabay, който по принцип позволява свободното използване на материала с някои ограничения. Изображенията на сайта могат да се използват безплатно, без да се посочва авторството им, и е разрешено да бъдат променяни и адаптирани в нови произведения. Pixabay не позволява на потребителите да продават или разпространяват съдържанието в този му вид, да го използват с търговска цел, ако съдържа разпознаваеми търговски марки, или да използват снимките по неморален, незаконен, подвеждащ или измамен начин.
Цялостното качество на снимките в услугата е описано като „посредствено в по-голямата си част“ и „променливо“, но обхващащо „широк спектър от теми“. Общият брой на активите е над 5,2 милиона към декември 2024 г., като общият брой на изтеглянията е над 6 милиарда и над 400 хиляди създатели.

## История
Сайтът е основан през ноември 2010 г. в Улм, Германия, от Ханс Браксмайер и Симон Щайнбергер. Преди 9 януари 2019 г. изображенията на Pixabay са публикувани под декларацията Creative Commons 0, която прави съдържанието обществено достояние. На този ден тя налага потребителски, по-рестриктивен лиценз за цялото си съдържание и променя лиценза си на „Лиценз Pixabay“, който забранява продажбата на непроменени копия на лицензираните произведения или разпространението им като стокови изображения или тапети. Тъй като условията на Creative Commons 0 изрично посочват, че предаването в обществено достояние е „неотменимо“ след приключването му, изображенията, които вече са били публикувани под Creative Commons 0 преди промяната на лиценза, остават достъпни чрез различни огледални сайтове, разпространяващи се под първоначалната декларация CC0. През ноември 2018 г. Pixabay е придобита от австралийската платформа за дизайн и публикуване Canva. 17 април 2023 г. влизат в сила значителни промени в условията за ползване на Pixabay. Те включват промяна на „Лиценза на Pixabay“ в „Лиценз за съдържание“, както и възстановяване на лиценза Creative Commons 0 за съдържание, качено в Pixabay преди 9 януари 2019 г.